# Lacertidae
I Lacertidi (Lacertidae Gray, 1825) sono una famiglia di sauri a cui appartengono oltre 300 specie, presenti in quasi tutta l'Europa, Asia ed Africa.

## Tassonomia
La famiglia comprende i seguenti generi e specie:
- Genere Acanthodactylus
  - Acanthodactylus aegyptius Baha El Din, 2007
  - Acanthodactylus ahmaddisii Werner, 2004
  - Acanthodactylus arabicus Boulenger, 1918
  - Acanthodactylus aureus Günther, 1903
  - Acanthodactylus bedriagai Lataste, 1881
  - Acanthodactylus beershebensis Moravec, El Din, Seligmann, Sivan & Werner, 1999
  - Acanthodactylus blanci Doumergue, 1901
  - Acanthodactylus blanfordii Boulenger, 1918
  - Acanthodactylus boskianus (Daudin, 1802)
  - Acanthodactylus boueti Chabanaud, 1917
  - Acanthodactylus busacki Salvador, 1982
  - Acanthodactylus cantoris Günther, 1864
  - Acanthodactylus dumerilii (Milne-Edwards, 1829)
  - Acanthodactylus erythrurus (Schinz, 1833)
  - Acanthodactylus felicis Arnold, 1980
  - Acanthodactylus gongrorhynchatus Leviton & Anderson, 1967
  - Acanthodactylus grandis Boulenger, 1909
  - Acanthodactylus guineensis (Boulenger, 1887)
  - Acanthodactylus haasi Leviton & Anderson, 1967
  - Acanthodactylus hardyi Haas, 1957
  - Acanthodactylus harranensis Baran, Kumlutas, Lanza, Sindaco, Avci & Crucitti, 2005
  - Acanthodactylus khamirensis Heidari, Rastegar-Pouyani, Rastegar-Pouyani & Rajabizadeh, 2013
  - Acanthodactylus lineomaculatus Duméril & Bibron, 1839
  - Acanthodactylus longipes Boulenger, 1918
  - Acanthodactylus maculatus (Gray, 1838)
  - Acanthodactylus masirae Arnold, 1980
  - Acanthodactylus micropholis Blanford, 1874
  - Acanthodactylus nilsoni Rastegar-Pouyani, 1998
  - Acanthodactylus opheodurus Arnold, 1980
  - Acanthodactylus orientalis Angel, 1936
  - Acanthodactylus pardalis (Lichtenstein, 1823)
  - Acanthodactylus robustus Werner, 1929
  - Acanthodactylus savignyi (Audouin, 1827)
  - Acanthodactylus schmidti Haas, 1957
  - Acanthodactylus schreiberi Boulenger, 1878
  - Acanthodactylus scutellatus (Audouin, 1827)
  - Acanthodactylus senegalensis Chabanaud, 1918
  - Acanthodactylus spinicauda Doumergue, 1901
  - Acanthodactylus taghitensis Geniez & Foucart, 1995
  - Acanthodactylus tilburyi Arnold, 1986
  - Acanthodactylus tristrami (Günther, 1864)
  - Acanthodactylus yemenicus Salvador, 1982
- Genere Adolfus
  - Adolfus africanus (Boulenger, 1906)
  - Adolfus alleni (Barbour, 1914)
  - Adolfus jacksoni (Boulenger, 1899)
- Genere Algyroides
  - Algyroides fitzingeri (Wiegmann, 1834) - algiroide nano
  - Algyroides marchi Valverde, 1958 - algiroide spagnolo
  - Algyroides moreoticus Bibron & Bory, 1833 - algiroide greco
  - Algyroides nigropunctatus (Duméril & Bibron, 1839) - algiroide magnifico
- Genere Anatololacerta
  - Anatololacerta anatolica (Werner, 1902) - lucertola delle rocce
  - Anatololacerta danfordi (Günther, 1876)
  - Anatololacerta oertzeni (Werner, 1904)
- Genere Apathya
  - Apathya cappadocica (Werner, 1902)
  - Apathya yassujica (Nilson, Rastegar-Pouyani, Rastegar-Pouyani & Andrén, 2003)
- Genere Archaeolacerta
  - Archaeolacerta bedriagae (Camerano, 1885) - lucertola di Bedriaga
- Genere Atlantolacerta
  - Atlantolacerta andreanskyi (Werner, 1929)
- Genere Australolacerta
  - Australolacerta australis (Hewitt, 1926)
- Genere Congolacerta
  - Congolacerta asukului Greenbaum, Villanueva, Kusamba, Aristote & Branch, 2011
  - Congolacerta vauereselli (Tornier, 1902)
- Genere Dalmatolacerta
  - Dalmatolacerta oxycephala (Duméril & Bibron, 1839)
- Genere Darevskia
  - Darevskia alpina (Darevsky, 1967)
  - Darevskia armeniaca (Méhely, 1909)
  - Darevskia bendimahiensis (Schmidtler, Eiselt & Darevsky, 1994)
  - Darevskia bithynica (Méhely, 1909)
  - Darevskia brauneri (Méhely, 1909)
  - Darevskia caspica Ahmadzadeh, Flecks, Carretero, Mozaffari, Böhme, Harris, Freitas & Rödder, 2013
  - Darevskia caucasica (Méhely, 1909)
  - Darevskia chlorogaster (Boulenger, 1908)
  - Darevskia clarkorum (Darevsky & Vedmederja, 1977)
  - Darevskia daghestanica (Darevsky, 1967)
  - Darevskia dahli (Darevsky, 1957)
  - Darevskia defilippii (Camerano, 1877)
  - Darevskia derjugini (Nikolsky, 1898)
  - Darevskia dryada (Darevsky & Tuniyev, 1997)
  - Darevskia kamii Ahmadzadeh, Flecks, Carretero, Mozaffari, Böhme, Harris, Freitas & Rödder, 2013
  - Darevskia kopetdaghica Ahmadzadeh, Flecks, Carretero, Mozaffari, Böhme, Harris, Freitas & Rödder, 2013
  - Darevskia lindholmi (Lantz & Cyrén, 1936)
  - Darevskia mixta (Méhely, 1909)
  - Darevskia parvula (Lantz & Cyrén, 1913)
  - Darevskia pontica (Lantz & Cyrén, 1919)
  - Darevskia portschinskii (Kessler, 1878)
  - Darevskia praticola (Eversmann, 1834)
  - Darevskia raddei (Boettger, 1892)
  - Darevskia rostombekovi (Darevsky, 1957)
  - Darevskia rudis (Bedriaga, 1886)
  - Darevskia sapphirina (Schmidtler, Eiselt & Darevsky, 1994)
  - Darevskia saxicola (Eversmann, 1834)
  - Darevskia schaekeli Ahmadzadeh, Flecks, Carretero, Mozaffari, Böhme, Harris, Freitas & Rödder, 2013
  - Darevskia steineri (Eiselt, 1995)
  - Darevskia unisexualis (Darevsky, 1966)
  - Darevskia uzzelli (Darevsky & Danielyan, 1977)
  - Darevskia valentini (Boettger, 1892)
- Genere Dinarolacerta
  - Dinarolacerta montenegrina Ljubisavljevi, Arribas, Duki & Carranza, 2007
  - Dinarolacerta mosorensis (Kolombatovic, 1886)
- Genere Eremias
  - Eremias acutirostris (Boulenger, 1887)
  - Eremias afghanistanica Böhme & Scerbak, 1991
  - Eremias andersoni Darevsky & Szczerbak, 1978
  - Eremias argus Peters, 1869
  - Eremias arguta (Pallas, 1773)
  - Eremias aria Anderson & Leviton, 1967
  - Eremias brenchleyi Günther, 1872
  - Eremias buechneri Bedriaga, 1906
  - Eremias cholistanica Baig & Masroor, 2006
  - Eremias fasciata Blanford, 1874
  - Eremias grammica (Lichtenstein , 1823)
  - Eremias intermedia (Strauch, 1876)
  - Eremias kavirensis Mozaffari & Parham, 2007
  - Eremias kokshaaliensis Jeremčenko & Panfilov, 1999
  - Eremias lalezharica Moravec, 1994
  - Eremias lineolata (Nicolsky, 1897)
  - Eremias montanus Rastegar-Pouyani & Rastegar-Pouyani, 2001
  - Eremias multiocellata Günther, 1872
  - Eremias nigrocellata Nicolsky, 1896
  - Eremias nikolskii Nicolsky, 1905
  - Eremias novo Rastegar-Pouyani & Rastegar-Pouyani, 2006
  - Eremias papenfussi Mozaffari, Ahmadzadeh & Parham, 2011
  - Eremias persica Blanford, 1875
  - Eremias pleskei Nicolsky, 1905
  - Eremias przewalskii (Strauch, 1876)
  - Eremias quadrifrons (Strauch, 1876)
  - Eremias regeli Nicolsky, 1905
  - Eremias scripta (Strauch, 1867)
  - Eremias strauchi Kessler, 1878
  - Eremias stummeri Wettstein, 1940
  - Eremias suphani Basoglu & Hellmich, 1968
  - Eremias szczerbaki Jeremčenko, Panfilov & Zarinenko, 1992
  - Eremias velox (Pallas, 1771)
  - Eremias vermiculata Blanford, 1875
  - Eremias yarkandensis Blanford, 1875
- Genere Gallotia
  - Gallotia atlantica (Peters & Doria, 1882) - lucertola atlantica
  - Gallotia auaritae Mateo, Garcia-Marquez, López-Jurado & Barahona, 2001 - lucertola gigante di La Palma
  - Gallotia bravoana Hutterer, 1985 - lucertola gigante di La Gomera
  - Gallotia caesaris (Lehrs, 1914) - lucertola di Boettger
  - Gallotia galloti (Oudart, 1839) - lucertola di Tenerife
  - Gallotia intermedia Barrbadillo, Lacoba, Pérez-Mellado, Sancho & López-Jurado, 2000 - lucertola chiazzata di Tenerife
  - Gallotia simonyi (Steindachner, 1889) - lucertola gigante di El Hierro
  - Gallotia stehlini (Schenkel, 1901) - lucertola gigante delle Canarie
- Genere Gastropholis
  - Gastropholis echinata (Cope, 1862)
  - Gastropholis prasina Werner, 1904
  - Gastropholis tropidopholis (Boulenger, 1916)
  - Gastropholis vittata Fischer, 1886
- Genere Heliobolus
  - Heliobolus lugubris (Smith, 1838)
  - Heliobolus neumanni (Tornier, 1905)
  - Heliobolus nitidus (Günther, 1872)
  - Heliobolus spekii (Günther, 1872)
- Genere Hellenolacerta
  - Hellenolacerta graeca (Bedriaga, 1886)
- Genere Holaspis
  - Holaspis guentheri Gray, 1863
  - Holaspis laevis Werner, 1895
- Genere Iberolacerta
  - Iberolacerta aranica (Arribas, 1993)
  - Iberolacerta aurelioi (Arribas, 1994)
  - Iberolacerta bonnali (Lantz, 1927)
  - Iberolacerta cyreni (Müller & Hellmich, 1937)
  - Iberolacerta galani Arribas, Carranza & Odierna, 2006
  - Iberolacerta horvathi (Méhely, 1904) - lucertola di Horvath
  - Iberolacerta martinezricai (Arribas, 1996)
  - Iberolacerta monticola (Boulenger, 1905)
- Genere Ichnotropis 
  - Ichnotropis bivittata Bocage, 1866
  - Ichnotropis capensis (Smith, 1838)
  - Ichnotropis chapini Schmidt, 1919
  - Ichnotropis grandiceps Broadley, 1967
  - Ichnotropis microlepidota Marx, 1956
  - Ichnotropis tanganicana Boulenger, 1917
- Genere Iranolacerta
  - Iranolacerta brandtii (De Filippi, 1863)
  - Iranolacerta zagrosica (Rastegar-Pouyani & Nilson, 1998)
- Genere Lacerta
  - Lacerta agilis Linnaeus, 1758 - lucertola degli arbusti
  - Lacerta bilineata Daudin, 1802 - ramarro occidentale
  - Lacerta media Lantz & Cyrén, 1920
  - Lacerta mostoufii Baloutch, 1976
  - Lacerta pamphylica Schmidtler, 1975
  - Lacerta schreiberi Bedriaga, 1878 - lucertola di Schreiber
  - Lacerta strigata Eichwald, 1831
  - Lacerta trilineata Bedriaga, 1886 - ramarro gigante
  - Lacerta viridis (Laurenti, 1768) - ramarro orientale
- Genere Latastia
  - Latastia boscai Bedriaga, 1884
  - Latastia caeruleopunctata (Parker, 1935)
  - Latastia carinata (Peters, 1874)
  - Latastia cherchii Arillo, Balletto & Spano, 1967
  - Latastia doriai Bedriaga, 1884
  - Latastia johnstonii Boulenger, 1907
  - Latastia longicaudata (Reuss, 1834)
  - Latastia ornata Monard, 1940
  - Latastia siebenrocki (Tornier, 1905)
  - Latastia taylori Parker, 1942
- Genere Meroles
  - Meroles anchietae (Bocage, 1867)
  - Meroles ctenodactylus (Smith, 1838)
  - Meroles cuneirostris (Strauch, 1867)
  - Meroles knoxii (Milne-Edwards, 1829)
  - Meroles micropholidotus Mertens, 1938
  - Meroles reticulatus (Bocage, 1867)
  - Meroles squamulosa (Peters, 1854)
  - Meroles suborbitalis (Peters, 1869)
- Genere Mesalina
  - Mesalina adramitana (Boulenger, 1917)
  - Mesalina ayunensis Arnold, 1980
  - Mesalina bahaeldini Segoli, Cohen & Werner, 2002
  - Mesalina balfouri (Blanford, 1881)
  - Mesalina brevirostris Blanford, 1874
  - Mesalina ercolinii (Lanza & Poggesi, 1975)
  - Mesalina guttulata (Lichtenstein , 1823)
  - Mesalina kuri Joger & Mayer, 2002
  - Mesalina martini (Boulenger, 1897)
  - Mesalina olivieri (Audouin, 1829)
  - Mesalina pasteuri (Bons, 1960)
  - Mesalina rubropunctata (Lichtenstein , 1823)
  - Mesalina simoni (Boettger, 1881)
  - Mesalina watsonana (Stoliczka, 1872)
- Genere Nucras
  - Nucras boulengeri Neumann, 1900
  - Nucras caesicaudata Broadley, 1972
  - Nucras holubi (Steindachner, 1882)
  - Nucras intertexta (Smith, 1838)
  - Nucras lalandii (Milne-Edwards, 1829)
  - Nucras livida (Smith, 1838)
  - Nucras ornata (Gray, 1864)
  - Nucras scalaris Laurent, 1964
  - Nucras taeniolata (Smith, 1838)
  - Nucras tessellata (Smith, 1838)
- Genere Omanosaura
  - Omanosaura cyanura (Arnold, 1972)
  - Omanosaura jayakari (Boulenger, 1887)
- Genere Ophisops
  - Ophisops beddomei (Jerdon, 1870)
  - Ophisops elbaensis Schmidt & Marx, 1957
  - Ophisops elegans Ménétries, 1832
  - Ophisops jerdonii Blyth, 1853
  - Ophisops leschenaultii (Milne-Edwards, 1829)
  - Ophisops microlepis Blanford, 1870
  - Ophisops minor (Deraniyagala, 1971)
  - Ophisops occidentalis (Boulenger, 1887)
- Genere Parvilacerta
  - Parvilacerta fraasii (Lehrs, 1910)
  - Parvilacerta parva (Boulenger, 1887)
- Genere Pedioplanis
  - Pedioplanis benguellensis (Bocage, 1867)
  - Pedioplanis breviceps (Sternfeld, 1911)
  - Pedioplanis burchelli (Duméril & Bibron, 1839)
  - Pedioplanis gaerdesi (Mertens, 1954)
  - Pedioplanis haackei Conradie, Measey, Branch & Tolley, 2012
  - Pedioplanis huntleyi Conradie, Measey, Branch & Tolley, 2012
  - Pedioplanis husabensis Berger-Dell'Mour & Mayer, 1989
  - Pedioplanis inornata (Roux, 1907)
  - Pedioplanis laticeps (Smith, 1849)
  - Pedioplanis lineoocellata (Duméril & Bibron, 1839)
  - Pedioplanis namaquensis (Duméril & Bibron, 1839)
  - Pedioplanis rubens (Mertens, 1955)
  - Pedioplanis undata (Smith, 1838)
- Genere Philochortus
  - Philochortus hardeggeri (Steindachner, 1891)
  - Philochortus intermedius Boulenger, 1917
  - Philochortus neumanni Matschie, 1893
  - Philochortus phillipsi (Boulenger, 1898)
  - Philochortus spinalis (Peters, 1874)
  - Philochortus zolii Scortecci, 1934
- Genere Phoenicolacerta
  - Phoenicolacerta cyanisparsa (Schmidtler & Bischoff, 1999)
  - Phoenicolacerta kulzeri (Müller & Wettstein, 1932)
  - Phoenicolacerta laevis (Gray, 1838)
  - Phoenicolacerta troodica (Werner, 1936)
- Genere Podarcis
  - Podarcis bocagei (Seoane, 1885) - lucertola di Bocage
  - Podarcis carbonelli Pérez Mellado, 1981
  - Podarcis cretensis (Wettstein, 1952)
  - Podarcis erhardii (Bedriaga, 1882)
  - Podarcis filfolensis (Bedriaga, 1876) - lucertola di Malta
  - Podarcis gaigeae (Werner, 1930)
  - Podarcis guadarramae (Boscá, 1916)
  - Podarcis hispanicus (Steindachner, 1870) - lucertola iberica
  - Podarcis levendis Lymberakis et al, 2008
  - Podarcis lilfordi (Günther, 1874)
  - Podarcis liolepis (Boulenger, 1905)
  - Podarcis melisellensis (Braun, 1877)
  - Podarcis milensis (Bedriaga, 1882)
  - Podarcis muralis (Laurenti, 1768) - lucertola muraiola
  - Podarcis peloponnesiacus (Bibron & Bory, 1833) - lucertola del Peloponneso
  - Podarcis pityusensis (Boscá, 1883)
  - Podarcis raffonei Mertens, 1952 - lucertola eoliana
  - Podarcis siculus (Rafinesque, 1810) - lucertola italiana o lucertola campestre
  - Podarcis tauricus (Pallas, 1814)
  - Podarcis tiliguerta (Gmelin, 1789) - lucertola tirrenica
  - Podarcis vaucheri Boulenger, 1905
  - Podarcis virescens Geniez et al, 2014
  - Podarcis waglerianus Gistel, 1868 - lucertola siciliana
- Genere Poromera
  - Poromera fordii (Hallowell, 1857)
- Genere Psammodromus
  - Psammodromus algirus (Linnaeus, 1758) - lucertola striata comune
  - Psammodromus blanci (Lataste, 1880)
  - Psammodromus hispanicus Fitzinger, 1826
  - Psammodromus microdactylus (Boettger, 1881)
  - Psammodromus occidentalis Fitze, Gonzalez-Jimena, San-Jose, San Mauro & Zardoya, 2012
- Genere Pseuderemias
  - Pseuderemias brenneri (Peters, 1869)
  - Pseuderemias erythrosticta (Boulenger, 1891)
  - Pseuderemias mucronata (Blanford, 1870)
  - Pseuderemias savagei (Gans, Laurent & Pandit, 1965)
  - Pseuderemias septemstriata (Parker, 1942)
  - Pseuderemias smithii (Boulenger, 1895)
  - Pseuderemias striatus (Peters, 1874)
- Genere Scelarcis
  - Scelarcis perspicillata (Duméril & Bibron, 1839)
- Genere Takydromus
  - Takydromus amurensis (Peters, 1881)
  - Takydromus dorsalis Stejneger, 1904
  - Takydromus formosanus (Boulenger, 1894)
  - Takydromus hani Chou, Truong & Pauwels, 2001
  - Takydromus haughtonianus (Jerdon, 1870)
  - Takydromus hsuehshanensis Lin & Cheng, 1981
  - Takydromus intermedius Stejneger, 1924
  - Takydromus khasiensis (Boulenger, 1917)
  - Takydromus kuehnei Van Denburgh, 1909
  - Takydromus luyeanus Lue & Lin, 2008
  - Takydromus madaensis Bobrov, 2013
  - Takydromus sauteri Van Denburgh, 1909
  - Takydromus septentrionalis (Günther, 1864)
  - Takydromus sexlineatus Daudin, 1802
  - Takydromus sikkimensis (Günther, 1888)
  - Takydromus smaragdinus (Boulenger, 1887)
  - Takydromus stejnegeri Van Denburgh, 1912
  - Takydromus sylvaticus (Pope, 1928)
  - Takydromus tachydromoides (Schlegel, 1838)
  - Takydromus toyamai Takeda & Ota, 1996
  - Takydromus viridipunctatus Lue & Lin, 2008
  - Takydromus wolteri (Fischer, 1885)
- Genere Teira
  - Teira dugesii (Milne-Edwards, 1829) - lucertola muraiola di Madera
- Genere Timon
  - Timon lepidus (Daudin, 1802)
  - Timon pater (Lataste, 1880)
  - Timon princeps (Blanford, 1874)
  - Timon tangitanus (Boulenger, 1889)
- Genere Tropidosaura
  - Tropidosaura cottrelli Hewitt, 1925
  - Tropidosaura essexi Hewitt, 1927
  - Tropidosaura gularis Hewitt, 1927
  - Tropidosaura montana (Duméril & Bibron, 1839)
- Genere Vhembelacerta
  - Vhembelacerta rupicola (Fitzsimons, 1933)
- Genere Zootoca
  - Zootoca vivipara (Lichtenstein, 1823) - lucertola vivipara
  - Zootoca carniolica